# Wielki głód w Grecji
Wielki głód w Grecji (gr. Μεγάλος Λιμός) – okres masowego głodu, który miał miejsce podczas okupacji Grecji przez państwa Osi w czasie II wojny światowej, spowodowany polityką rabunkową państw okupacyjnych, w szczególności III Rzeszy. Masowe rekwizycje żywności, w połączeniu z blokadą morską Grecji przez aliantów, krytycznym stanem infrastruktury kraju po niemieckiej inwazji na Grecję oraz pojawieniem się potężnego czarnego rynku, doprowadziły do masowego głodu, który najwyższą śmiertelność osiągnął zimą 1941/1942.
Przedostanie się informacji o głodzie na Zachód i wynikająca z tego presja greckiej diaspory ostatecznie zmusiły Royal Navy do częściowego zniesienia blokady. Do końca 1941 roku Turecki Czerwony Półksiężyc, a latem 1942 roku Międzynarodowy Czerwony Krzyż zdołały rozpocząć dostawy żywności w wystarczających ilościach przy wsparciu kilku zagranicznych i greckich organizacji humanitarnych udzielających pomocy finansowej i wsparcia logistycznego. Sytuacja żywnościowa w Grecji pozostawała jednak trudna przez cały okres okupacji hitlerowskiej i głód na niewielką skalę pojawiał się do końca wojny.

## Tło
Włoska
     Niemiecka
     Bułgarska

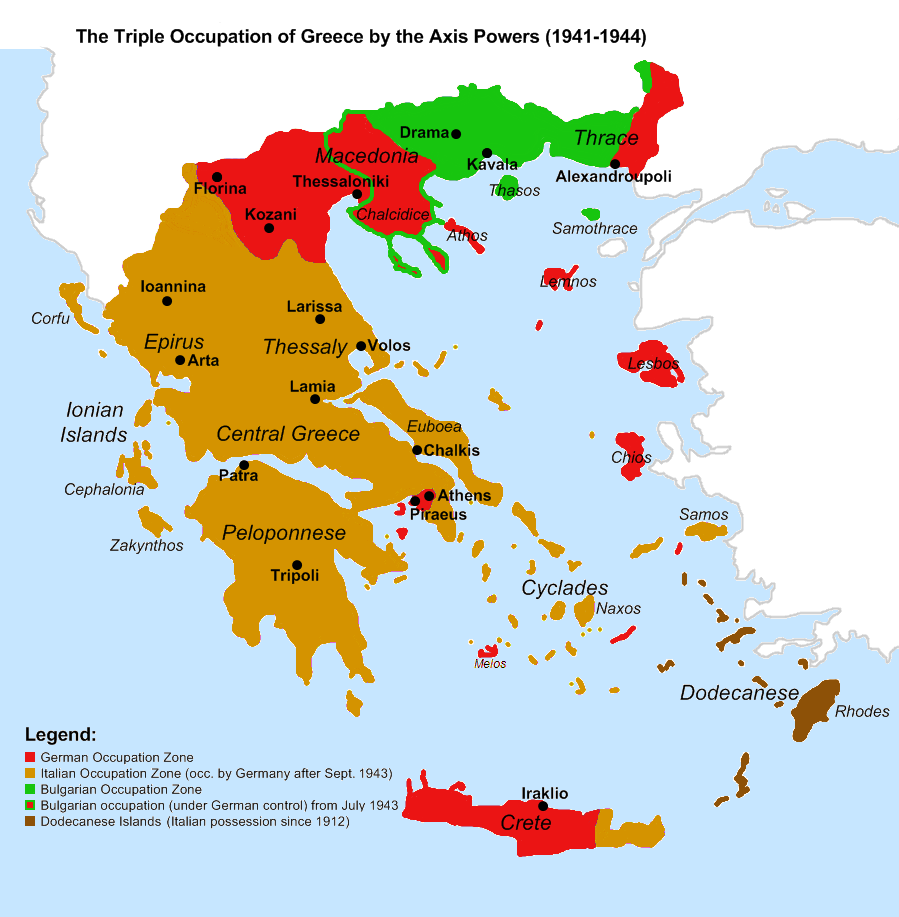
Strefy okupacyjne w Grecji:
Włoska
Niemiecka
Bułgarska

Pierwszej inwazji na Grecję dokonały faszystowskie Włochy z terytorium okupowanej Albanii 28 października 1940 roku. Jednak włoski atak szybko przerodził się w upokarzającą porażkę najeźdźców, a siłom greckim udało się przejść do kontrataku i zająć część Albanii. Dlatego 6 kwietnia 1941 roku Grecja została zaatakowana przez nazistowskie Niemcy, w wyniku czego siły greckie doznały błyskawicznej klęski. Zwycięzcy podzielili Grecję na trzy strefy okupacyjne, pomiędzy którymi obowiązywał całkowity zakaz przepływu towarów i osób: Niemcy zajęli rejon Aten, okolice Salonik, kilka strategicznych placówek na Morzu Egejskim i wyspę Kretę; Bułgarzy zajęli północne regiony Tracji i Wschodniej Macedonii; a Włosi kontrolowali większość lądowego terytorium Grecji i Wysp Jońskich.

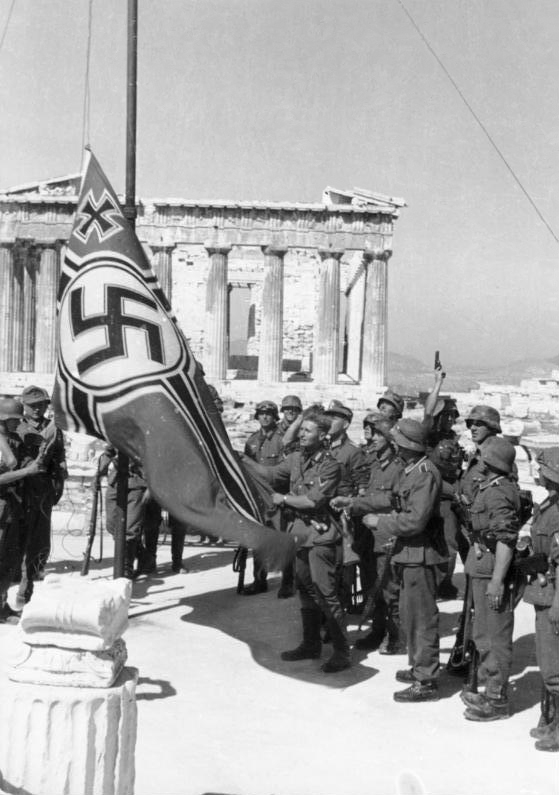
Niemieccy żołnierze podnoszą niemiecką flagę wojenną nad Akropolem

Państwa Osi postrzegały podbite narody jako źródło surowców, żywności i siły roboczej. W ramach tej polityki Grecy mieli zapewnić materialne zaplecze Niemcom i Włochom. Od początku okupacji wojska niemieckie i włoskie prowadziły grabieże wszystkiego, co przedstawiało jakąkolwiek wartość na szeroką skalę, przy czym dochodziło również do pobić, tortur, egzekucji i masakr ludności cywilnej. Stosunek nazistowskich Niemiec do ludów okupowanych zwięźle wyraził Hermann Göring w liście do komisarzy Rzeszy i dowódców wojskowych terytoriów okupowanych z 6 sierpnia 1942 roku:

[…] Ta ciągła troska o obcych musi się skończyć raz na zawsze […] Nie obchodzi mnie, kiedy mówicie, że ludzie pod waszą administracją umierają z głodu. Niech giną, byle Niemcy nie głodowali

## Pierwsze miesiące okupacji

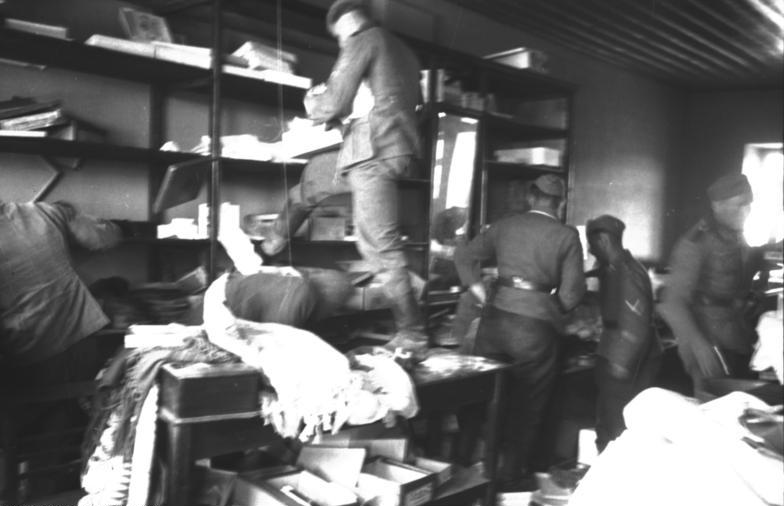
Niemieccy żołnierze rabują grecki sklep

W okupowanej Grecji konfiskata paliwa i wszelkich środków transportu (w tym łodzi rybackich i zwierząt jucznych) uniemożliwiała jakikolwiek transfer żywności i innego zaopatrzenia oraz ograniczała do minimum mobilność ludności. Okupanci przejmowali strategiczne gałęzie przemysłu i przywłaszczali przedsiębiorstwa lub kupowali je po zaniżonych cenach, płacąc walutą okupacyjną o niskiej wartości. Skonfiskowali wszystkie zapasy towarów takich jak tytoń, oliwa z oliwek, rodzynki czy jedwab i wywieźli je do swoich krajów.
Laird Archer, który pracował dla amerykańskiej agencji pomocowej i przebywał w Atenach, kiedy Niemcy wkroczyli do miasta 27 kwietnia 1941 roku, zanotował w swoim dzienniku:

28 kwietnia. […] Rozpoczęło się masowe plądrowanie Aten.
W pierwszej kolejności skonfiskowano pozostałe zapasy żywności i paliwa. […] [Pracownik] znalazł cały rynek opieczętowany znakami ze swastyką. Niemcy opróżnili wszystkie publiczne zbiorniki [paliwa]. […] Rolnik z Maratonu, który przybył dzisiaj donieść, że nasze pielęgniarki są bezpieczne w górach, powiedział, że jego stada drobiu, a nawet gołębie zostały odstrzelone z karabinu maszynowego, a słupki ze swastykami postawione w czterech rogach pola. Ostrzeżono go, aby pod groźbą śmierci nic nie zabierał z pól.
Najeźdźcy od kilku dni wywożą mięso, bydło i owce na północ od miasta, a teraz zajęli stada bydła mlecznego w okolicach Aten na własny użytek. […] Moi przyjaciele z Ministerstwa Rolnictwa szacują, że krajowe dostawy wynoszące 200 000 ton mogą zostać zmniejszone o jedną trzecią w wyniku uboju.
Nowoczesny transport został przejęty jednocześnie z dostawami żywności. Plac Syntagma jest już zapełniony skonfiskowanymi samochodami. […] Wywożą także autobusy. A zwłaszcza ciężarówki. […] Komunikaty wysyłane i transmitowane przez radio nakazują dostarczenie wszystkich rowerów we wskazane miejsce. Odebrano ich ponad pięć tysięcy.
Systematycznie likwidowane są sklepy hurtowe i detaliczne. Odbywa się to poprzez grzeczną metodę „zakupu” za pomocą świeżo wydrukowanych marek okupacyjnych, niemających żadnej wartości poza Grecją. Wczesnym rankiem wszyscy żołnierze w Atenach, którzy nie mają innych zajęć, otrzymali po 100 takich marek każdy. […] Wysyłano ich do sklepów, żeby wykupili wszystko, od damskich pończoch po sprzęt elektroniczny. Zabierali swoje „zakupy” do urzędu pocztowego lub ekspresu kolejowego i natychmiast wysyłali je do domu, do Rzeszy. […] Widziałem oddział żołnierzy, którzy plądrowali mały sklep z wyrobami skórzanymi, nieśli nowe walizki do sklepu odzieżowego, a wychodzili z wypełnionymi. Sklep Eastman Kodak został opróżniony z aparatów. […] Przejmowane są główne greckie gałęzie przemysłu. Odbywa się to poprzez ten sam uprzejmy system „kupowania” 60 procent wyemitowanych akcji i zatrudniania niemieckiego dyrektora.
Konfiskowane są surowce, metal, skóra i tak dalej. Dziesiątki małych fabryk, zwróconych właścicielom przez szyderczych Niemców jako nieistotne, nie mają teraz materiałów do przetworzenia. […] Stolarze nie mogą zdobyć gwoździ, dzięki którym mogliby kontynuować nieliczne prace budowlane, które są jeszcze prowadzone. Nawet cementu […] nie można już dostać.
Na koniec zabierane jest zaopatrzenie szpitali i aptek. […]
Niesamowita szybkość i wydajność tego procesu wprawia nas w oszołomienie. Nie wiemy, dokąd zwrócić się po najpotrzebniejsze artykuły

Bezrobocie wzrosło do ekstremalnego poziomu, podczas gdy na grecki rząd kolaboracyjny okupanci nałożyli duże daniny w celu utrzymania sił okupacyjnych. Okupowana Grecja została obciążona nie tylko kosztami okupacji armii niemieckiej i włoskiej, ale także wydatkami na projekty wojskowe państw Osi we wschodniej części Morza Śródziemnego. W przeciwieństwie do pozostałych krajów okupowanych, których wydatki utrzymywały się poziomie zbliżonym do środków przeznaczanych na obronności przed inwazją państw Osi, wielkość danin Grecji w latach 1941–1942 sięgała 113,7% lokalnego dochodu narodowego.
Jeszcze bardziej zaostrzając ten problem, siły alianckie przeprowadziły pełną blokadę morską Grecji, aby osłabić wysiłki militarne państw Osi w tym regionie. Odcięło to cały dotychczasowy import do Grecji, w tym żywności.
Greccy rolnicy musieli płacić 10% podatek w naturze od swoich produktów i sprzedawać kolaboracyjnemu rządowi po ustalonych z góry cenach całą swoją produkcję powyżej poziomu minimum egzystencji. Kontrola cen żywności i reglamentacja towarów, które obowiązywały już przed klęską Grecji, zostały teraz zaostrzone. Ze względu na niskie ceny odgórne ustalone przez rząd i nowo nałożone podatki rolnicy dokładali wszelkich starań, aby ukryć swoje produkty przed urzędnikami, a handlarze ściągali towary z półek, co przyczyniło się do zerwania zagranicznych szlaków handlowych, przez które Grecja tradycyjnie prowadziła import żywności. Tym samym niedobory towarów żywnościowych spowodowały wzrost ich cen, zaś obieg niemieckiej marki okupacyjnej i włoskiej Casa Śródziemnomorskiej Drachmy wkrótce doprowadziły do inflacji, w wyniku której czarny rynek i reglamentacja stały się jedynymi środkami zaopatrzenia w żywność ludności greckich miast. Zakazano także rybołówstwa, przynajmniej w początkowym okresie okupacji. Ponadto Bułgarzy zabronili transportu zboża ze swojej strefy okupacyjnej, która odpowiadała za 30% przedwojennej produkcji rolnej Grecji, do reszty kraju.
W połowie września 1941 roku, gdy głód był już nieuchronny, Berlin odpowiedział na zapytania niemieckich urzędników w Grecji:

Zaopatrzenie Belgii, a prawdopodobnie także Holandii i Norwegii będzie z punktu widzenia ekonomii wojskowej pilniejsze niż zaopatrzenie Grecji

W przeciwieństwie do racjonalnej eksploatacji zasobów narodowych stosowanej w okupowanych krajach Europy Zachodniej i Północnej, Niemcy w Grecji uciekali się do polityki grabieży. Chociaż kolaboracyjny rząd Jeorjosa Tsolakoglu zażądał, aby państwa Osi importowały zboże przed zimą, nie przyniosło to zauważalnego efektu; Niemcy i Włochy wysłały bardzo małe ilości zboża, podczas gdy Bułgaria nie wysłała niczego. Nieliczne zorganizowane wysiłki Greckiej Cerkwi Prawosławnej i Czerwonego Krzyża nie były w stanie zaspokoić potrzeb ludności.
Czynnikami decydującymi o kryzysie żywnościowym była niska dostępność żywności i ograniczenie komunikacji, częściowo z powodu poważnego braku środków transportu (zwłaszcza dlatego, że był on narzucony zarówno towarom, jak i osobom). Kolejnym czynnikiem były podejmowane przez władze lokalne i siły okupacyjne próby sztucznego regulowania rynku i cen.

## Zima 1941–1942
Sytuacja stała się krytyczna latem 1941 roku, a jesienią nastąpiła wielka klęska głodu. Zwłaszcza pierwszej zimy okupacji (1941–1942) wyjątkowo dotkliwe były niedobory żywności i panował powszechny głód, zwłaszcza w ośrodkach miejskich kraju. Tej zimy wskaźnik śmiertelności osiągnął najwyższy poziom i według brytyjskiego historyka Marka Mazowera był to najgorszy głód, jakiego doświadczyli Grecy od czasów starożytnych. Zwłoki zmarłych potajemnie porzucano na cmentarzach lub na ulicach (być może po to, aby ich krewni mogli nadal korzystać z ich kart żywnościowych). W pozostałych przypadkach ciała odnajdywano kilka dni po śmierci. Widok wychudzonych trupów był na ulicach Aten codziennością.
Sytuacja w porcie w Pireusie i na całym obszarze Aten wymknęła się spod kontroli; hiperinflacja rosła w zatrważającym tempie, a cena chleba wzrosła prawie 90-krotnie od kwietnia 1941 roku do czerwca 1942 roku. Według akt armii niemieckiej, w samych Atenach śmiertelność w grudniu 1941 roku sięgała 300 zgonów dziennie, podczas gdy szacunki Czerwonego Krzyża były znacznie wyższe i odnotowywały 400 zgonów, a w niektóre dni liczba ofiar sięgała 1000. Oprócz obszarów miejskich, głód dotknął także ludność wysp, zwłaszcza Mykonos, Siros i Chios.
Nie ma w pełni dokładnych statystyk odnoście liczby zgonów z powodu głodu, gdyż w czasie okupacji nie funkcjonowały księgi metrykalne. Ogólnie szacuje się, że podczas okupacji państw Osi w wyniku głodu i niedożywienia w Grecji zmarło około 300 000 osób. Jednak nie wszystkie części kraju doświadczyły jednakowego poziomu niedoboru żywności. Chociaż nie istnieją kompleksowe dane na temat dotkliwości głodu według regionów, dostępne dowody wskazują, że poważne ograniczenia w przemieszczaniu się, bliskość produkcji rolnej i poziom urbanizacji były kluczowymi czynnikami wpływającymi na śmiertelność z powodu głodu.

## Zniesienie blokady aliantów
Wielka Brytania początkowo była niechętna do zniesienia blokady; osiągnięto jednak kompromis zezwalający na dostawy zboża z neutralnej Turcji. Pierwszym i najważniejszym statkiem z żywnością, któremu pozwolono zaopatrywać Grecję, był we wrześniu 1941 roku turecki SS „Kurtuluş”, przybyły ze Stambułu. Artykuły spożywcze zbierano w ramach ogólnokrajowej kampanii Tureckiego Czerwonego Półksiężyca, a operacja była finansowana głównie przez Grecko-Amerykańskie Stowarzyszenie Pomocy Wojennej i Grecką Unię Konstantynopolitanów. Początkowo z Turcji miało zostać wysłanych łącznie 50 000 ton żywności, jednak faktycznie dostarczono tylko 17 500 ton.
Pomoc ta miała głównie charakter symboliczny; jeden statek nie był w stanie samodzielnie zaradzić tak ekstremalnej sytuacji, a stan tureckiej gospodarki był wówczas nie najlepszy. Po zderzeniu ze skałą u wybrzeży wyspy Marmara z powodu trudnych warunków pogodowych na Morzu Marmara, 20 lutego 1942 roku SS „Kurtuluş” został uszkodzony i zatonął następnego dnia podczas swojego piątego rejsu ze Stambułu do Pireusu w aglomeracji ateńskiej.
On sam dostarczył w sumie 6700 ton pomocy w czasie swojej służby w ramach kampanii humanitarnej. Po zatonięciu „Kurtuluşa” Turcja i współpracujące organizacje humanitarne nadal dostarczały pomoc Grecji. Statki takie jak SS „Dumlupınar”, SS „Tunç”, SS „Konya”, SS „Güneysu” i SS „Aksu” zostały przydzielone do dostarczania żywności przy bardziej ograniczonej ilości dostaw. Jeden statek, SS „Dumlupınar”, zabrał do Stambułu około 1000 chorych greckich dzieci w wieku 13–16 lat, aby podczas wojny mogły odzyskać siły w bezpiecznym miejscu, a później zwrócił je Grecji.
Dzięki wysiłkom diaspory greckiej w Stanach Zjednoczonych i Wielkiej Brytanii sytuacja głodującej ludności cywilnej w Grecji stała się tematem debaty publicznej w krajach alianckich. Rosnące naciski społeczne ostatecznie doprowadziły do zniesienia blokady morskiej w lutym 1942 roku. Plan pomocy miał być zrealizowany w ramach Międzynarodowego Czerwonego Krzyża, a Szwecja zaoferowała transport 15 000 ton kanadyjskiej pszenicy. Wkrótce rozpoczęły się dostawy zboża, co wraz ze wzrostem wiosennych temperatur zmniejszyło śmiertelność. Pod koniec 1942 roku stałe dostawy wystarczającej ilości żywności do największych portów kraju spowodowały znaczny spadek śmiertelności, jednak sytuacja żywnościowa pozostawała trudna aż do końca okupacji w 1944 roku.
Pomoc międzynarodowa była skupiona głównie na dzieciach. W Atenach Czerwony Krzyż zapewniał codzienne racje mleka, opiekę medyczną i odzież dzieciom poniżej drugiego roku życia. W marcu następnego roku okupanci i siły alianckie zgodzili się na utworzenie kierowanej przez Szwedów Wspólnej Komisji Pomocy w celu reorganizacji publicznego systemu zaopatrzenia w żywność. Okupanci zobowiązali się także do zastąpienia wszystkich zawłaszczonych produktów rolnych importowaną żywnością o jednakowej wartości kalorycznej oraz złagodzili najostrzejsze ograniczenia w zakresie przemieszczania się i regulacje cen.

## Niemiecki plan ratunkowy i opór
Upadek greckiego systemu monetarnego był nieuchronny i Niemcy niepokoili się, że taka możliwość sprawi, iż drachmy wydawane ich żołnierzom staną się bezwartościowe. Aby zaradzić tej sytuacji, Hermann Neubacher został mianowany specjalnym komisarzem Rzeszy w Grecji. Celem Neubachera było utrzymanie pozycji Osi w Grecji bez niszczenia greckiej gospodarki. Jego inicjatywę ułatwiły dostawy Międzynarodowego Czerwonego Krzyża.
Od 1943 roku na greckiej wsi dochodziło do akcji odwetowych – palenia zabudowań i masowych egzekucji dokonywanych przez Niemców, szczególnie w Epirze i Tesalii. Niemieckie operacje wojskowe przeciwko rosnącej aktywności partyzanckiej na obszarach wiejskich spowodowały migrację dużej liczbę ludzi do miast lub w góry, pozbawiając część wsi bez siły roboczej. Zimą 1943/1944 na Etolii i niektórych wyspach ponownie pojawił się głód. Co więcej, ludność wiejska nie otrzymywała dostaw Czerwonego Krzyża w takim zakresie jak miasta: dlatego, że Niemcy wzięli odwet na wioskach podejrzanych o wspieranie partyzantów, bądź z obawy, że dostawy wpadną w ręce ruchu oporu. Jednakże największa grecka organizacja podziemna, Narodowy Front Wyzwoleńczy (EAM), przejęła inicjatywę i rozprowadzała żywność oraz odzież do kontrolowanych przez siebie regionów.

## Wpływ głodu na grecką mentalność
We współczesnym języku greckim słowo „okupacja” jest niemal synonimem głodu spowodowanego trudną sytuacją, w jakiej znalazła się ludność grecka w latach II wojny światowej. Gromadzenie niepotrzebnej ilości jedzenia i irracjonalny strach na widok pustej spiżarni przez wielu Greków nadal jest potocznie nazywany syndromem okupacyjnym, gdyż zachowania te były szczególnie powszechne w latach powojennych.